# Martigny-les-Bains
Martigny-les-Bains ist eine französische Gemeinde mit 793 Einwohnern (1. Januar 2022) im Département Vosges in der Region Grand Est. Sie gehört zum Arrondissement Neufchâteau und zum 2017 gegründeten Gemeindeverband Les Vosges côté Sud-Ouest. Die Bewohner werden Octodurien(ne)s genannt.

## Geografie

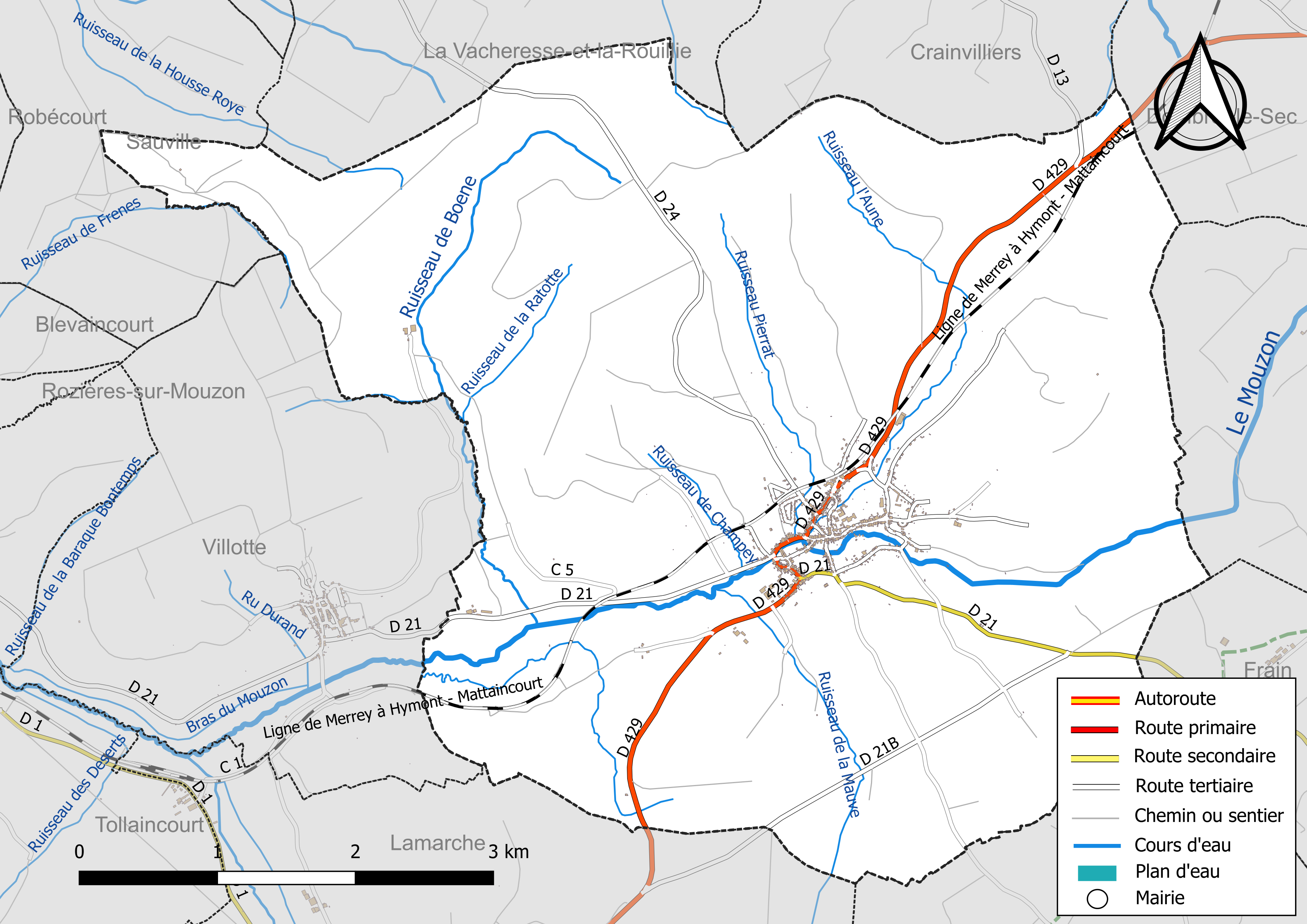
Gewässer und Straßen der Gemeinde

Martigny-les-Bains liegt in Lothringen etwa 14 Kilometer südwestlich von Vittel und etwa 49 Kilometer westlich von Épinal am Oberlauf des Mouzon. Die Gemeinde liegt im Einzugsgebiet des Rheins. Sie wird durch den Mouzon, den Ruisseau de Boene, den Ruisseau de Champey, den Ruisseau de Frenes, den Ruisseau de la Cornee de la Roche, den Ruisseau de la Housse Roye, den Ruisseau de la Mauve, den Ruisseau de la Ratotte, den Ruisseau des Charmailles, den Ruisseau l’Aune, den Ruisseau Pierrat entwässert und dem Ruisseau Thu entwässert. Der höchste Punkt im Gemeindegebiet ist die Westflanke des Le Haumont (498 m) und damit eine der höchsten Erhebungen der Monts Faucilles zwischen dem Plateau von Langres und der Vôge. Der Côte d'Humblot erreicht 466 m. Die hügelige Nordhälfte des Gemeindegebietes ist von dichten Eichen- und Buchenwäldern bedeckt, im Süden herrscht Acker- und Weideland vor.

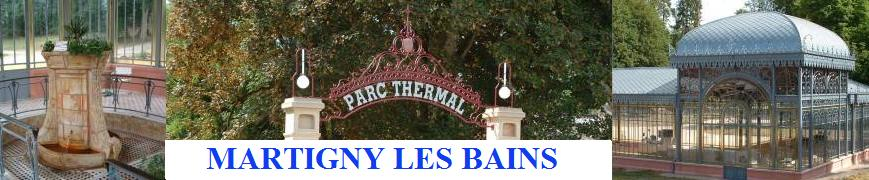

Nachbargemeinden von Martigny-les-Bains sind La Vacheresse-et-la-Rouillie und Crainvilliers im Norden, Dombrot-le-Sec im Nordosten, Serocourt im Osten, Frain und Morizécourt im Südosten, Lamarche im Süden, Villotte im Westen sowie Sauville im Nordwesten.

## Geschichte
Das frühere Bauerndorf hieß ursprünglich Martigny. 1801 wurde es, um Verwechslungen zu vermeiden, in Martigny-lez-Lamarche umbenannt. Nach der Etablierung eines ersten bescheidenen Badebetriebes und dem Anschluss an das Eisenbahnnetz hieß die Gemeinde ab 1882 offiziell Martigny-les-Bains. Die Majuskel Tau im Wappen zeigt die frühere Zugehörigkeit zum Hochstift Toul.

### Thermalbad

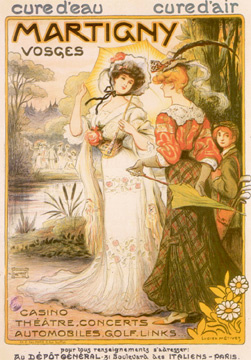
Werbeplakat des Kurortes aus dem Jahr 1909

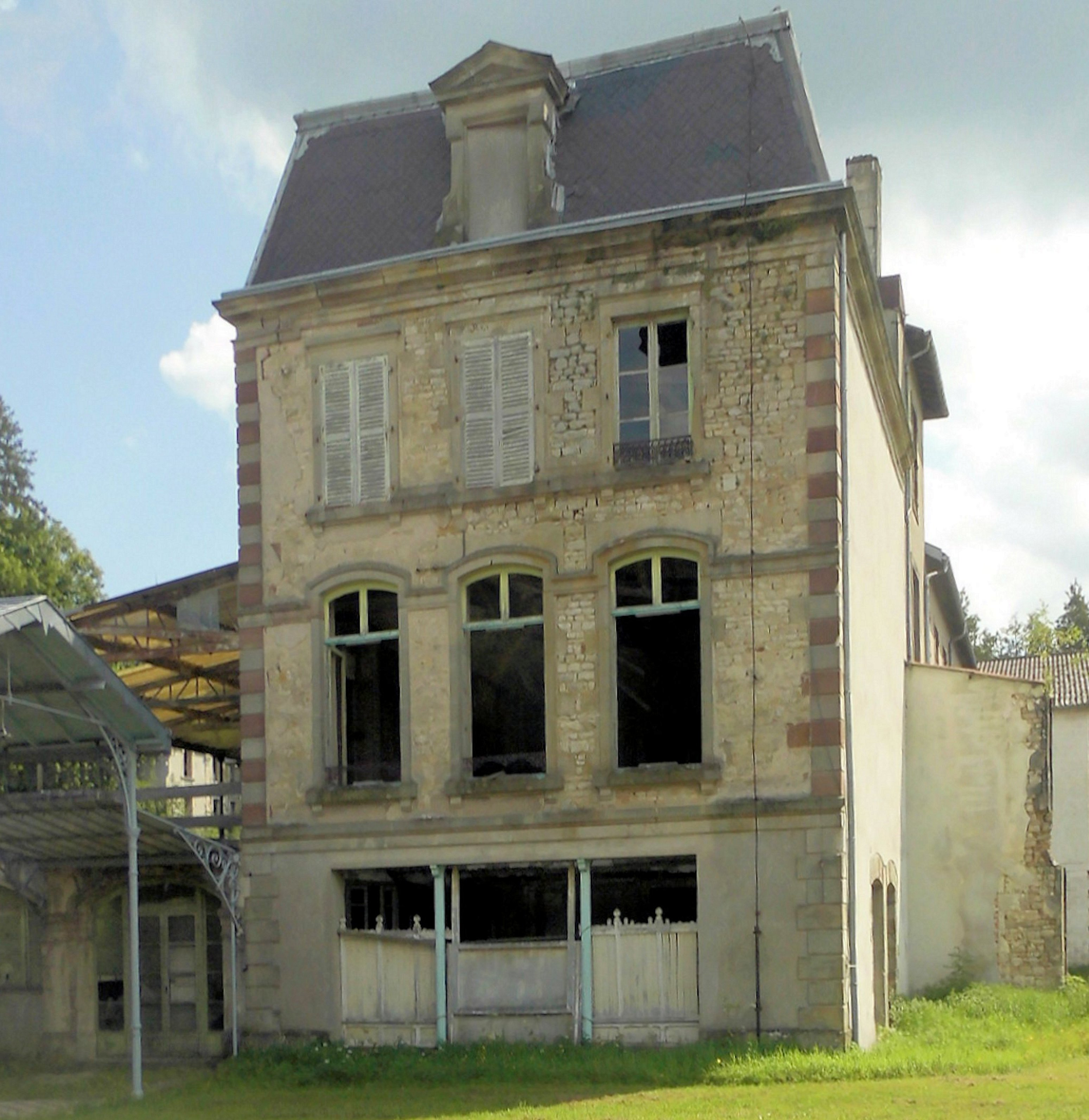
Verfallende Kuranlagen (Sommer 2021)

Um 1800 wurde die Mineralquelle, die seit alters her bekannt war, erstmals provisorisch eingefasst. Sie befand sich inmitten des Dorfes am Ruisseau de l’Aune, einem rechten Nebenfluss des Mouzon. Man nannte die Quelle damals Fontaine au fer (Eisenbrunnen). Im Jahr 1829 machte der Chemiker Collard eine erste Wasseranalyse, deren Daten verschollen sind. 1849 erfolgte eine amtliche Analyse von Henry Ossian, der dem Quellwasser ähnliche Inhaltsstoffe wie den wenige Kilometer nördlich austretenden Mineralwassern von Vittel und Contrexéville attestierte. Darüber hinaus empfahl er, das ganzjährig mit 12 °C austretende Wasser für medizinische Zwecke zu nutzen, was am 20. März 1859 durch ein Ministerialdekret erlaubt wurde.
Madame Maubertier, die Witwe eines Pariser Architekten, kaufte der Gemeinde 1860 die Konzession für die Bewirtschaftung der Quelle ab. Mit finanzieller Hilfe eines Millionärs wurde ein Reservoir gegraben, das in einen künstlichen Teich mündete. Nun wurde ein Pavillon in griechischem Stil erbaut. Dieser wurde durch einen überdachten Gang mit einem in der Nähe befindlichen Gebäude verbunden, das über Keller, Schwimmbad, Duschen, Umkleideräume und diverse Säle verfügte.
In den Jahren nach 1860 wuchs der Kurpark nur langsam, immer wieder unterbrochen von der Einstellung der Arbeiten wegen Geldmangels und mehreren Besitzerwechseln. 1882 wurde das Casino-Theater eröffnet. Der Kurpark war acht Hektar groß und glich inzwischen einem botanischen Garten. Der Pavillon steht auf einer Insel des künstlichen Sees, der von der Thermalquelle gespeist wird, die 22.000 Liter pro Stunde schüttet.
Nach einem erneuten Konkurs wurde 1893 ein Herr Chapier Eigentümer des Thermalbades. Der Bau einer Mineralwasser-Abfüllanlage scheiterte, aber der Grundstein zum späteren Hotel International wurde gelegt. Im Jahr 1896 gründete sich die Aktiengesellschaft Société anonyme des Eaux minérales et établissements thermaux de Martigny les bains (Vosges).
Das Thermalbad Martigny-les-Bains entwickelte sich allmählich in Konkurrenz zu den nahegelegenen Bädern in Vittel, Contrexéville, Bains-les-Bains, Bourbonne-les-Bains und Plombières-les-Bains. Die beiden Weltkriege verwandelten die Etablissements in Lazarette. Seit den 1950er Jahren gab es wieder zahlreiche Besitzerwechsel. Modernisierungen erfolgten nicht mehr und so verfielen die Anlagen in einen Dornröschenschlaf. Es gab Pläne, das Thermalbad zu reaktivieren, was aber bisher an Geldmangel oder Kompetenzstreitigkeiten scheiterte. Der Glanz der Belle Époque ist heute kaum noch zu erkennen.

### Bevölkerungsentwicklung
| Jahr      | 1962 | 1968 | 1975 | 1982 | 1990 | 1999 | 2006 | 2014 | 2021 |
| Einwohner | 941  | 1019 | 1093 | 1142 | 992  | 915  | 844  | 799  | 797  |

Von 1793 bis 1911 wurden in Martigny stets über 1000 Einwohner gezählt. Im Jahr 1846 wurde mit 1346 Bewohnern die bisher höchste Einwohnerzahl ermittelt. Die Zahlen basieren auf den Daten von cassini.ehess und INSEE.

## Sehenswürdigkeiten

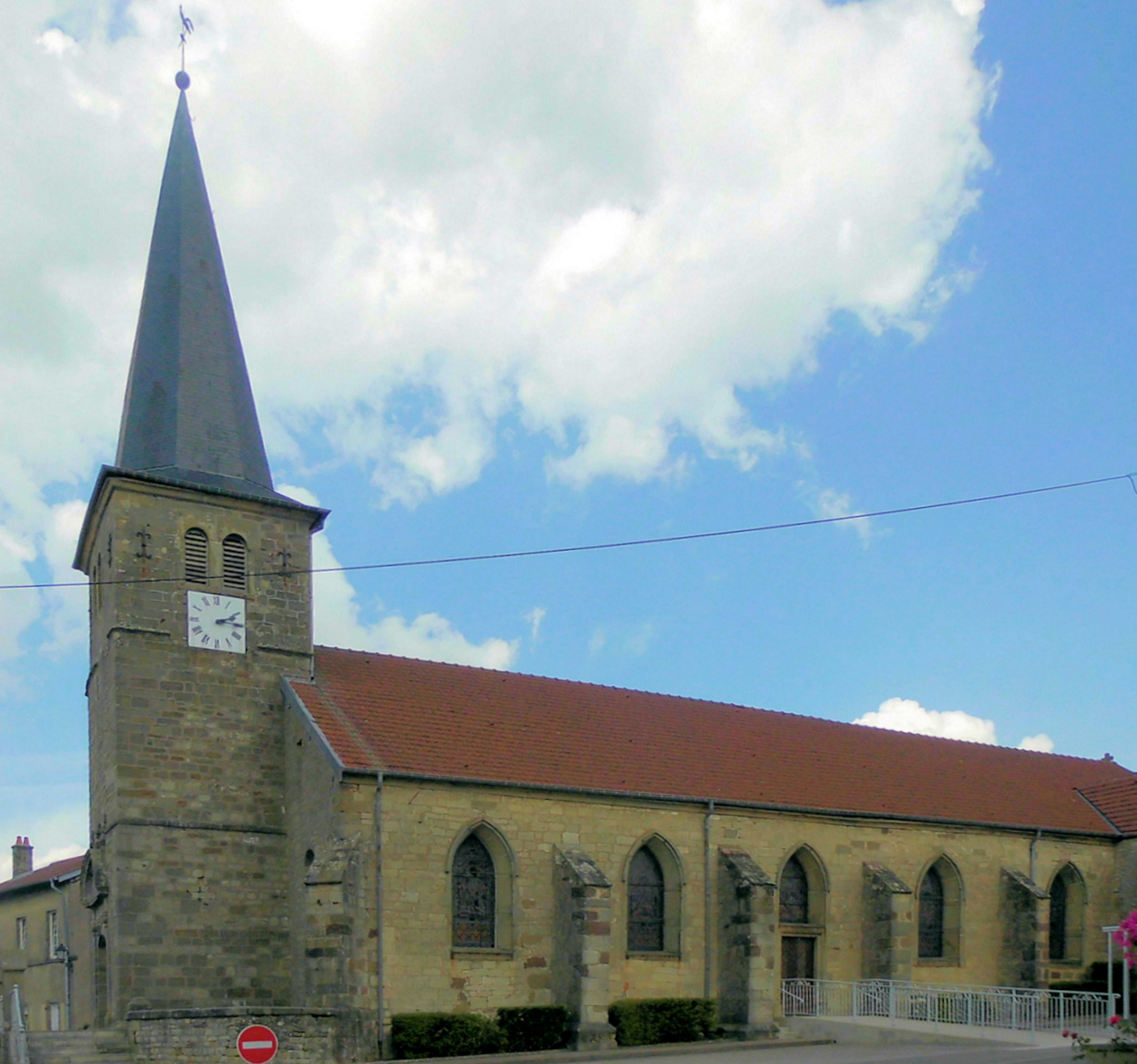
Kirche Saint-Remy

- Kirche Saint-Remy mit Ursprung im 13. Jahrhundert (seit 1926 als Monument historique eingeschrieben)[5] und einer 1966 rekonstruierten Orgel. Die Kirche birgt zahlreiche Ausstattungsgegenstände, die als Monument historique der beweglichen Objekte klassifiziert sind.
- Kurpark, Quellen-Pavillon (Metall-Glas-Konstruktion aus dem Jahr 1882), Einkaufspassage und Kiosk; seit 1987 in Teilen als Monument historique eingeschrieben, seit 1996 in weiteren Teilen klassifiziert[6]
- Hotel International (umgebaut aus einem ehemaligen Kloster nach dem Zweiten Weltkrieg), zwischenzeitlich private Hochschule und heute Hotel für Seminargäste
- Reste des Grand Hotel des Bains (im Zweiten Weltkrieg von den Deutschen niedergebrannt)

## Wirtschaft und Infrastruktur
Neben Arbeitsplätzen im Kurbetrieb, im Gesundheitswesen und in Pflegeeinrichtungen sind in der Gemeinde Martigny-les-Bains noch zehn Landwirtschaftsbetriebe ansässig (Rinder-, Schaf- und Ziegenhaltung).
Durch Martigny-les-Bains führt die Fernstraße D 429 (ehemals RN 429) von Vittel nach Langres. Der Bahnhof Martigny-les-Bains liegt an der nicht mehr im Personenverkehr bedienten Bahnstrecke Merrey–Hymont-Mattaincourt.

## Belege
1. ↑  Wappenbeschreibung auf genealogie-lorraine.fr (französisch)
2. ↑  Geschichte auf martignylesbains.free.fr (französisch)
3. ↑  Martigny-les-Bains auf cassini.ehess
4. ↑  Martigny-les-Bains auf INSEE
5. ↑  Église St-Rémy in der Base Mérimée des französischen Kulturministeriums (französisch)
6. ↑  Ensemble thermal in der Base Mérimée des französischen Kulturministeriums (französisch)
7. ↑  Landwirtschaftsbetriebe auf annuaire-mairie.fr (französisch)